# Pete Whittaker
Pete Whittaker (født 1991) er en britisk professionel bjergbestiger. Han er den ene halvdel af duoen kaldet Wide Boyz, sammen med Tom Randall. Whittaker blev berømt for sin præstationer i sprækkeklatring, inklusive den første bestigning af verdens rute Century Crack.
Han har også deltaget i udfordringer med parkourgruppen Storror.

## Karriere
I 2011 tog Whittaker og Randall en tur til USA, der blev dokumenteret i kortfilmen Wide Boyz. Whittaker flashede Belly Full of Bad Berries (5.13b), en sprækkeklatring i Indian Creek, og blev dermed den første, der formåede at gøre dette, og i 2022 var det kun blevet gentaget én gang. Videre på turen besteg Whittaker og Randall Century Crack (5.14b), der er verdens hårdest brede sprækkeklatrerute. Efter først at have besteget ruten med allerede placeret udstyr, de gentog efterfølgende klatreruten med deres eget udstyr.
I 2014 blev Whittaker den første til at flashe Freerider (5.12d) på El Capitan.
I 2016 foretog Whittaker den første solobestigning med reb af Freerider.
I 2021 friklatrede Whittaker og Randall Great Rift (5.13), der er en over 760 m høj sprække på undersiden af en motorvejsbro i Devon, England. Deres klatring blev dokumenteret i kortfilmen Bridge Boys, der var med på Reel Rock 16.

## Bestigninger

### Redpoint
8c+ (5.14c)::
- Recovery drink – Jøssingfjord (NOR) – August 2019 – tredje bestigning
- Kaa'bah – Raven Tor (UK) – June 2015 – sjette bestigning

8c (5.14b):
- Cobra Crack – Squamish (Canada) – 2013 – Ottende bestigning
- Century Crack – Canyonlands (USA) – 2011 – Første bestigning

### Flash
8b (5.13d):
- Ronny Medelsvensson – Jøssingfjord (NOR) – August 2019

8a (5.13b):
- Belly Full of Bad Berries – Indian Creek (US) – 2011

## Filmografi
- Wide Boyz – 2012 – Instrueret af Chris Alstrin og Paul Diffley
- Bridge Boys – 2022

## Bøger
- WHITTAKER, Pete. Crack Climbing: The Definitive Guide. Mountaineers Books, 2019. 304 p.